# 2015 في البرازيل
فيما يلي قوائم الأحداث التي وقعت خلال عام 2015 في البرازيل.

## أحداث
- 3 يونيو – ني أونا مينوس
- 2 ديسمبر – عزل ديلما روسيف
- 5 نوفمبر – كارثة سد بوينتو رودريغيز

## سياسة

### تعيين في المنصب
- 1 فبراير – روماريو عضو مجلس الشيوخ من البرازيل.
- 2 أكتوبر – جاك واجنر رئيس أركان الجمهورية البرازيلية [الإنجليزية]‏.

### انتهاء فترة المنصب
- 1 فبراير – جوسيه سارني عضو مجلس الشيوخ من البرازيل.

## رياضة
- 1 يناير – الدوري البرازيلي لكرة القدم 2015

## برامج ومسلسلات وأنمي
- أحلام إليزا

## وفيات

### يناير
- 29 يناير – غوما أغيار (مواليد 1977)

### فبراير
- 2 فبراير – دالمو غاسبر (مواليد 1932) لاعب كرة قدم برازيلي.

### أبريل
- 29 أبريل – فالمير لويس (مواليد 1944) لاعب كرة قدم برازيلي.[1]

### يونيو
- 14 يونيو – زيتو (مواليد 1932) لاعب كرة قدم برازيلي.[2]